# رون سيرافاني
رون سيرافاني (بالإنجليزية: Ron Serafini)‏ هو لاعب هوكي الجليد أمريكي، ولد في 31 أكتوبر 1953 في هايلاند بارك في الولايات المتحدة.

## وصلات خارجية
- رون سيرافاني على موقع دوري الهوكي الوطني (الإنجليزية)
- رون سيرافاني على موقع قاعة مشاهير الهوكي (لاعب أن.إتش.أل) (الإنجليزية)
- رون سيرافاني على موقع EliteProspects.com (الإنجليزية)
- رون سيرافاني على موقع HockeyDB.com (الإنجليزية)
- رون سيرافاني على موقع Hockey-Reference.com (الإنجليزية)